# Jussi Kivi
Jussi Matti Kivi, född 2 oktober 1959 i Helsingfors, är en finländsk bildkonstnär. 
Kivi studerade vid Konstindustriella högskolan 1976–1978 och vid Finlands konstakademis skola 1978–1982. Han är en central representant för det unga finska avantgardet, känd för sina miljökonstverk och installationer, fotokonst och teckningskonst. Han uppträdde redan i början av 1980-talet med lågmälda, konceptuella installationer. Senare har han framträtt som fotokonstnär och fångat sina naturmotiv genom iakttagelser på ödemarksvandringar och skidfärder. I hans bildserier ingår även kartor och inslag av etnografisk och arkeologisk rekvisita.
Kivi verkade som intendent för Vanhan galleria 1987 och har skrivit artiklar i konsttidskrifter och andra publikationer. Han deltog i biennalen i São Paulo 1987. Han har sedan 1990 verkat som lärare vid Bildkonstakademin och konstskolan Maa. Han har varit medlem av bland annat Ö-gruppen. Han grundade år 2000 den internationella konstnärsgruppen Romantic Geographic Society med likasinnade konstnärsmedlemmar. Han tilldelades 2009 Ars Fennica-priset.